# جولي بيندل
جولي بيندل (بالإنجليزية: Julie Bindel) (مواليد 20 يوليو 1962)، كاتبة نسوية راديكالية إنجليزية ومؤسسة مشاركة لمجموعة الإصلاح القانوني باسم العدل للمرأة، والتي ساعدت النساء ممن أُدنّ بقتل شركائهن الذكور المعنِّفين منذ عام 1991.
وهي باحثة زائرة سابقة في جامعة لينكولن (2014-2017)، ومساعدة مدير سابقة في مركز الأبحاث حول العنف والاعتداء والعلاقات بين الجنسين في جامعة ليدز المتروبوليتية، تركز الكثير من أعمال بيندل على عنف الذكور مع النساء والأطفال، وبالأخص قضايا الدعارة والملاحقة والأصولية الدينية والاتجار بالبشر.
كتبت بيندل أو شاركت بكتابة أكثر من ثلاثين فصلًا في الكتب وأربعة كتب كاملة، بما في ذلك توقعات واضحة (2014) وقوادة الدعارة (2017). وكانت أيضًا محررة، مع شريكتها هارييت فيستريش، لكتاب خريطة حياتي: قصة إيما هامبفريز (2003). وتكتب بشكل منتظم لصحيفتي الغارديان، ونيوستيتسمان، ومجلتي ذا سنداي تيليغراف، وستاندبوينت.

## حياتها الباكرة
نشأت بيندل وأخواها (أحدهما أكبر منها عمرًا، والآخر أصغر منها) في المساكن الحكومية في دارلنغتون، شمال شرق إنجلترا، بعد الانتقال من منزل ملاصق يعمل على نيران الفحم ولا يوجد فيه مرحاض داخلي. تعود بيندل لأصول كاثوليكية ويهودية مختلطة. التحقت بمدرسة برانكسوم الشاملة بين عامي 1973 و1978، وغادرتها أبكر من اللازم بعام واحد دون أن يُلاحظ أحد، كما ذكرت. وظهرت بصفتها مثلية الجنس عام 1977 حين كانت بعمر 15 عامًا.
حين كانت في السابعة عشرة من عمرها، انتقلت بيندل إلى ليدز وانضمت إلى مجموعة ليدز النسوية الثورية، التي كانت تنظم حملات ضد الفن الإباحي.
كان بيتر ساتكليف، الملقب بسفاح يوركشاير، ما يزال طليقًا، بين عامي 1975 و1980، واعتدى على الأقل على عشرين امرأة، العديد منهن كن يعملن مومسات، وقتل 13 منهن، في ليدز، برادفورد والمناطق المحيطة بها. تروي بيندل أنه تبعها إلى منزلها ذات ليلة رجل ذو لحية داكنة وشعر أشعث في نوفمبر 1980. فركضت لتدخل حانة هربًا منه وأبلغت عما حدث إلى الشرطة، الذين طلب قسم منهم إتمام صورة مرسومة وطردها القسم الآخر. في اليوم التالي أو الأسبوع التالي، عُثر على جثة ضحية ساتكليف الأخيرة، جاكلين هيل الطالبة ذات العشرين عامًا، على بعد أقل من نصف ميل من المكان الذي تبع فيه الرجل بيندل. حين نُشرت صورة ساتكليف بعد اعتقاله في العام التالي، أدركت بيندل أن الصورة التي رسمتها بدت مماثلة تمامًا لصورة القاتل.

كان الغضب من جرائم ساتكليف هو ما دفع بيندل لتنظيم حملات لإنهاء العنف الجنسي ضد النساء. كتبت أنها كانت غاضبة لأن تحريات الشرطة، في نظرها، أصبحت أكثر جدية حين قُتلت أول امرأة «غير مومس». غضبت أيضًا من تأكيدات الشرطة أن المومسات كنّ هدف القاتل، على الرغم من أنه لم ينطبق هذا المعيار على أي من الضحايا منذ مايو 1978، وغضبت كذلك من نصائح الشرطة التي أوصت النساء بالبقاء داخل المنزل. شاركت بيندل في الاحتجاجات النسوية ضد جرائم القتل، وتضمن ذلك نشر ملصقات شرطة مزيفة في ليدز تنصح الرجال بالابتعاد عن الشوارع:
انتباه يا رجال غرب يوركشاير، هناك قاتل متسلسل طليق في المنطقة. حرصًا على سلامة النساء، الرجاء التأكد من التواجد داخل منازلكم بحلول الثامنة مساءً كل ليلة، وذلك كي تتمكن النساء من ممارسة أعمالهن دون الخوف الذي قد تثيرونه.

## أبحاثها ونشاطها

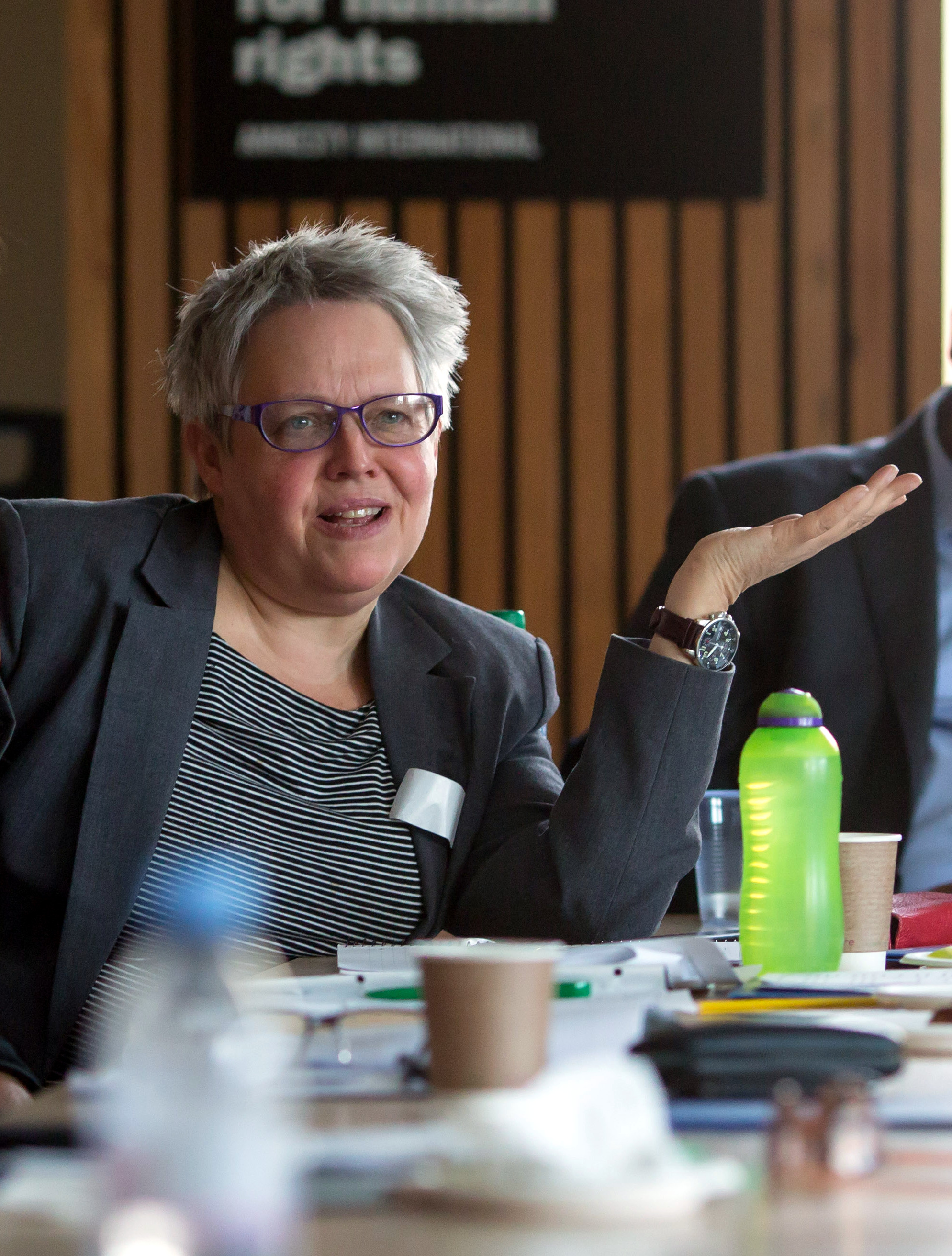
عملت بيندل مساعدة لمدير مركز الأبحاث حول العنف

### المناصب الأكاديمية
عملت بيندل مساعدة لمدير مركز الأبحاث حول العنف والاعتداء والعلاقات بين الجنسين في جامعة ليدز المتروبوليتية (في تسعينيات القرن العشرين)، وباحثة في وحدة دراسات الاعتداء على المرأة والطفل في جامعة لندن المتروبوليتية (في الألفينات)، وصحفية زائرة في جامعة برونيل في لندن (2013-2014)، وباحثة زائرة في جامعة لينكولن (2014-2017).

### العدل للمرأة
كانت أبحاث بيندل حول العنف ضد المرأة في العلاقات المنزلية والشخصية سمة محورية لأعمالها. بالتعاون مع شريكتها، المحامية هارييت فيستريش، وهيلاري مكولوم، شاركت بيندل بتأسيس العدل للمرأة (جاي إف دبليو)، وهي مجموعة إصلاح قانوني تنظم حملات لمواجهة القوانين التي تميز ضد المرأة في الحالات التي تتضمن تعنيف الذكور لشريكاتهم. كتبت إي جين ديكسون في صحيفة ذي إندبندنت عام 1995 أن بيندل وفيستريش وكلبتهما بيغي تولوا قيادة المجموعة من منزلهم في شمال لندن، وأدت بيغي «واجبها في القضية بالزمجرة كسيربيروس عند اقتراب أي أثر لذكر».
أُنشئت مجموعة العدل للمرأة في عام 1991، وبدأت كحملة باسم أطلقوا سراح سارة ثورنتون، لتأمين الإفراج عن سارة ثورنتون، التي أُدينت في العام السابق بقتل زوجها المعنِّف. أُطلقت مجموعة العدل للمرأة تضامنًا مع ساوثال بلاك سيسترز، التي كانت تنظم حملات لإطلاق سراح كيرانجيت أهلواليا، التي أُدينت عام 1989 بقتل زوجها.
كانت قضية إيما هامبفريز إحدى القضايا المبكرة لمجموعة العدل للمرأة. أُدينت هامبفريز بالقتل بعد أن قتلت حبيبها القواد المعنِّف عام 1985 حين كانت في السابعة عشرة من عمرها. في سبتمبر عام 1992، أرسلت رسالة لمجموعة العدل للمرأة من السجن تطلب فيها المساعدة. وعبر دعمهم تمكنت من استئناف المحاكمة، مدعيةً الاستفزاز طويل الأمد، وكان قرارًا مهمًا آنذاك. أظهرت تقارير الأخبار في 7 يوليو 1995، هامبفريز وبيندل وفيستريش يمسكن أيدي بعضهن البعض على درج أولد بيلي بعد أن أمر القضاة بإطلاق سراح هامبفريز.
توفيت هامبفريز بعد ثلاثة أيام بجرعة زائدة من المخدرات. أصبحت هامبفريز وبيندل وفيستريش أصدقاء، وكانت بيندل وفيستريش هما من وجداها ميتة في السرير في منزلها. حررا سويةً كتابًا بالاعتماد على مذكراتها حول حياتها بعنوان خريطة حياتي: قصة إيما هامبفريز (2003). ومنحا جائزة إيما هامبفريز التذكارية للنساء والمجموعات ممن رفعوا مستوى الوعي فيما يخص العنف ضد النساء والأطفال.
في عام 2008، أصبحت إحدى القضايا التي نظمت بيندل حملات لأجلها على مدى أكثر من عقد محط تركيز الهيئة التشريعية الحكومية. سعت مجموعتا العدل للمرأة وساوثال بلاك سيسترز إلى تغيير القانون الذي كان يحمي الرجال ويعاقب النساء. فإذا قتل رجل شريكته في خضم اللحظة، كان يُقبل الاستئناف لتخفيف القرار. في حين لم تكن مثل هذه الممارسة مسموحة للنساء المحتجزات في علاقة عنف، لأن جرائم القتل التي تحدث في سياق الخضوع المستمر للعنف تميل لألا تكون في خضم اللحظة، بل تكون مخططة أغلب الأحيان لتوفير مهرب من العنف. سعت الحملات الهادفة لتغيير القانون إلى مقاومة التخفيف الذي قد يستأنفه الرجال حين تُقتل شريكاتهن، والسماح بالنظر إلى العنف المستمر الذي قد تكون المرأة خاضعة له بصفته عاملًا مخففًا. حملت هارييت هارمان، وزيرة المرأة والمساواة، فكرًا مشابهًا فيما يتعلق بهذه القضية، واقتُرحَت تشريعات تغير القانون بهذا الصدد.